# 1967 w nauce

## Nauki przyrodnicze i ścisłe

### Astronomia
- Otto Neugebauer – Nagroda Henry Norris Russell Lectureship przyznawana przez American Astronomical Society

### Chemia
- odkrycie reakcji Mitsunobu

### Fizyka
- odkrycie efektu Sachsa-Wolfe’a
- zdefiniowano sekundę jako czas równy 9 192 631 770 okresom promieniowania, odpowiadającego przejściu między dwoma poziomami F=3 i F=4 struktury nadsubtelnej stanu podstawowego S1/2 atomu cezu 133Cs[1].

### Matematyka
- udowodnienie lematu Katětova

## Nauki społeczne

### Psychologia
- przeprowadzenie eksperymentu „świat jest mały”

## Nagrody Nobla
- Fizyka – Hans Bethe
- Chemia – Manfred Eigen, Ronald George Wreyford Norrish, George Porter
- Medycyna – Ragnar Granit, Haldan Keffer Hartline, George Wald